# Anders Hylander
Anders Hylander est un gymnaste artistique suédois né le 6 novembre 1883 à Östad et mort le 10 février 1967 à Stockholm.

## Biographie
Anders Hylander fait partie de l'équipe de Suède qui remporte la médaille d'or en système suédois par équipes aux Jeux olympiques d'été de 1912 se tenant à Stockholm.
Hylander est enterré au cimetière du Nord de Solna, près de Stockholm.